# KkStB 260 sorozat
| KFNB VIII kkStB 260 sorozat BBÖ 260 sorozat ÖBB 154 sorozat ČSD 333.1 sorozat PKP Ti11 sorozat JDŽ 130 sorozat | KFNB VIII kkStB 260 sorozat BBÖ 260 sorozat ÖBB 154 sorozat ČSD 333.1 sorozat PKP Ti11 sorozat JDŽ 130 sorozat | KFNB VIII kkStB 260 sorozat BBÖ 260 sorozat ÖBB 154 sorozat ČSD 333.1 sorozat PKP Ti11 sorozat JDŽ 130 sorozat | KFNB VIII kkStB 260 sorozat BBÖ 260 sorozat ÖBB 154 sorozat ČSD 333.1 sorozat PKP Ti11 sorozat JDŽ 130 sorozat | KFNB VIII kkStB 260 sorozat BBÖ 260 sorozat ÖBB 154 sorozat ČSD 333.1 sorozat PKP Ti11 sorozat JDŽ 130 sorozat | KFNB VIII kkStB 260 sorozat BBÖ 260 sorozat ÖBB 154 sorozat ČSD 333.1 sorozat PKP Ti11 sorozat JDŽ 130 sorozat |           |
| --- | --- | --- | --- | --- | --- | --------- |
| KFNB VIII 553 später kkStB/BBO 260.33                                                                          | | | | | |           |
| Műszaki adatok                                                                                                 | | | | | |           |
| Pályaszám: | 525–530 | 531–535 | 537–575 | 576–631 | 632–745 |           |
| Jelleg: | 1'C n2v | 1'C n2 | 1'C n2v | 1'C n2v | 1'C n2v |           |
| Hossz: | 9 297 mm | 9 497 mm | 9 497 mm | 9 497 mm | 9 497 mm |           |
| Hossz szerkocsival:                                                                                            | 15 897 mm | 16 097 mm | 16 097 mm | 16 097 mm | 16 097 mm |           |
| Magasság: | 4 550 mm | 4 550 mm | 4 550 mm | 4 550 mm | 4 550 mm | 4 550 mm  |
| Hajtókerék-átmérő:                                                                                             | 1 400 mm | 1 400 mm | 1 400 mm | 1 400 mm | 1 400 mm | 1 400 mm  |
| Futókerékátmérő:                                                                                               | 970 mm | 970 mm | 970 mm | 970 mm | 970 mm | 970 mm    |
| Csatolt kerekek tengelytávolsága:                                                                              | 3 600 mm | 3 600 mm | 3 600 mm | 3 600 mm | 3 600 mm | 3 600 mm  |
| Ösztengelytávolság:                                                                                            | 6 150 mm | 6 150 mm | 6 150 mm | 6 150 mm | 6 150 mm | 6 150 mm  |
| Tengelytávolság szerkocsival:                                                                                  | 12 495 mm | 12 495 mm | 12 495 mm | 12 495 mm | 12 495 mm | 12 495 mm |
| Üres tömeg: | 46,5 t | 46,0 t | 45,8 t | 45,8 t | 46,1 t |           |
| Tapadási tömeg:                                                                                                | 39,5 t | 39,2 t | 40,2 t | 40,2 t | 40,2 t |           |
| Szolgálati tömeg:                                                                                              | 50,5& t | 50,0 t | 50,6 t | 50,6 t | 51,3 t |           |
| Szolgálati tömeg szerkocsival:                                                                                 | 82,8 t | 82,3 t | 82,9 t | 82,9 t | 84,8 t |           |
| Kisnyomású henger átmérője:                                                                                    | 740 mm | - | 740 mm | 740 mm | 740 mm |           |
| Nagynyomású henger átmérője:                                                                                   | 480 mm | - | 480 mm | 480 mm | 480 mm |           |
| Hengerek átmérője:                                                                                             | - | 460 mm | - | - | - |           |
| Dugattyúlöket:                                                                                                 | 660 mm | 660 mm | 660 mm | 660 mm | 660 mm | 660 mm    |
| Csőfűtőfelület:                                                                                                | 138,5 m² | 138,5 m² | 138,5 m² | 135,8 m² | 135,8 m² |           |
| Sugárzó fűtőfelület:                                                                                           | 9,50 m² | 9,50 m² | 9,50 m² | 9,50 m² | 9,50 m² | 9,50 m²   |
| Rostélyfelület:                                                                                                | 2,20 m² | 2,20 m² | 2,20 m² | 2,20 m² | 2,20 m² | 2,20 m²   |
| Gőznyomás: | 12 atm | 12 atm | 12 atm | 12 atm | 12 atm | 12 atm    |
| Szerkocsi típusa:                                                                                              | 47 | 47 | 47 | 47 | 47 | 47        |
| Vízkészlet: | 12,0 m³ | 12,0 m³ | 12,0 m³ | 12,0 m³ | 12,0 m³ | 12,0 m³   |
| Tüzelőanyagkészlet:                                                                                            | 7,5 m³ | 7,5 m³ | 7,5 m³ | 7,5 m³ | 7,5 m³ | 7,5 m³    |

A kkStB 260 sorozat egy tehervonati szerkocsisgőzmozdony-sorozat volt a cs. kir. osztrák Államvasutaknál (k.k. österreichische Staatsbahnen, kkStB), amely mozdonyok eredetileg a Ferdinánd császár Északi Vasúté (Kaiser Ferdinands Nordbahn, KFNB) voltak.
A KFNB megrendelt 1893-ban a Bécsújhelyi Mozdonygyártól 12 db 1C tengelyelrendezésű tehervonati mozdonyt. Hat mozdony ikergépezetű, 6 kompaund mozdony volt. A vizsgálatok megállapították, hogy a kompaund mozdonyok felülmúlják az ikergépezetűeket. Ezért a továbbiakban csak kompaund gépezetű mozdonyokat rendeltek ebbe a sorozatba. A megrendeléseket a KFNB államosítása után a kkStB is folytatta. Összességében 1908-ig 221 mozdonyt szereztek be. Ezek a mozdonyok nemcsak a bécsújhelyi, hanem a floridsdorfi, a StEG mozdonygyárakban, továbbá BMMF-ben is épültek. A KFNB a VIII sorozatba és a 525-745 pályaszámcsoportba osztotta be őket. A KFNB államosítása után a kkStB a mozdonyokat átszámozta, a 260 sorozatot jelölte ki részükre. A 260. 01-06 pályaszámokat az ikergépesek, a 260.10-225 pályaszámokat a kompaund mozdonyok kapták.
Az első világháború után 122 db a sorozat mozdonyaiból a Csehszlovák Államvasutakhoz került (ČSD) ČSD 333.1 sorozatba, 62 db a Lengyel Államvasutakhoz (PKP) PKP Ti 11 sorozatba, a PKP-től később 3 db a Jugoszláv Államvasutakhoz (Előbb Szerb-Horvát-Szlovén Vasút, SHS) JDŽ 130-001–003 pályaszámokkal. Az Osztrák Szövetségi Vasutakhoz (BBÖ) mindössze 26 db került, megtartva sorozat és pályaszámait.
1938-ra mindössze 7 db maradt, amit a Német Birodalmi Vasút (Deutsche Reisbahn, DRB) az 54.101-107 pályaszámok alá osztott be. A háborús események kapcsán ezekhez jött még 27 lengyel eredetű mozdony az 54.141-167 pályaszámtartományba a DRB-hez. A hiányzó 127-140 pályaszámokat a Olsai területen üzemelő mozdony számára tartották fenn, ám azt a protektorátus vasútján üzemelő mozdonyok sohasem kapták meg.
A második világháború után az osztrák államvasutakhoz csak mindössze 2 db ebbe a sorozatba tartozó mozdony került vissza. Az ÖBB új számozási rendszerben már csak a 154 106 pályaszámú mozdony került be. Ezt 1954-ben selejtezték.
A ČSD 333.1 sorozatú mozdonyait 1964-ig selejtezte.

## Fordítás
- Ez a szócikk részben vagy egészben  a   kkStB 260 című német Wikipédia-szócikk fordításán alapul.  Az eredeti cikk szerkesztőit annak laptörténete sorolja fel. Ez a jelzés csupán a megfogalmazás eredetét és a szerzői jogokat jelzi, nem szolgál a cikkben szereplő információk forrásmegjelöléseként. Az eredeti szócikk forrásai szintén ott találhatóak.